# 耶利·马里·奥尔蒂斯·罗德里格斯
耶利·马里·奥尔蒂斯·罗德里格斯（西班牙語：Yeily Mari Ortiz Rodriguez，2001年9月30日—），古巴女子羽毛球運動員。

## 簡歷
2018年3月，耶利·马里·奥尔蒂斯·罗德里格斯出戰牙買加羽毛球國際賽，與奥斯莱尼·格雷罗合作贏得混合雙打比賽冠軍。

## 主要比賽成績
只列出曾進入準決賽的國際賽事成績：
| 年份   | 賽事                   | 公開賽級別 | 項目     | 拍檔                         | 成績   |
| ------ | ---------------------- | ---------- | -------- | ---------------------------- | ------ |
| 2018年 | 牙買加羽毛球國際賽     | 國際系列賽 | 混合雙打 | 奥斯莱尼·格雷罗              | 冠軍   |
| 2018年 | 吉拉爾迪拉羽毛球賽     | 未來系列賽 | 女子雙打 | 阿德里安娜·阿蒂斯·阿托里     | 亞軍   |
| 2019年 | 吉拉爾迪拉羽毛球賽     | 未來系列賽 | 女子雙打 | Marianne Gonzalez Ortiz      | 準決賽 |
| 2019年 | 吉拉爾迪拉羽毛球賽     | 未來系列賽 | 混合雙打 | 利奥丹尼斯·马丁内斯·帕拉西奥 | 準決賽 |
| 2019年 | 墨西哥羽毛球未來系列賽 | 未來系列賽 | 女子雙打 | 塔希玛拉·奥罗佩萨·普波       | 冠軍   |
| 2019年 | 墨西哥羽毛球未來系列賽 | 未來系列賽 | 混合雙打 | 利奥丹尼斯·马丁内斯·帕拉西奥 | 準決賽 |
| 2023年 | 吉拉爾迪拉羽毛球賽     | 未來系列賽 | 女子單打 | －                           | 準決賽 |
| 2023年 | 吉拉爾迪拉羽毛球賽     | 未來系列賽 | 女子雙打 | 塔希玛拉·奥罗佩萨·普波       | 冠軍   |

| 2007-2017年 | 首要超級賽 | 超級賽 | 黃金大獎賽 | 大獎賽 | 國際挑戰賽 | 國際系列賽 | 未來系列賽 | 其他 |

| 2018-2026年 | 總決賽 | 超級1000賽 | 超級750賽 | 超級500賽 | 超級300賽 | 超級100賽 | 國際挑戰賽 | 國際系列賽 | 未來系列賽 | 其他 |